# فرودگاه ریبرالتا

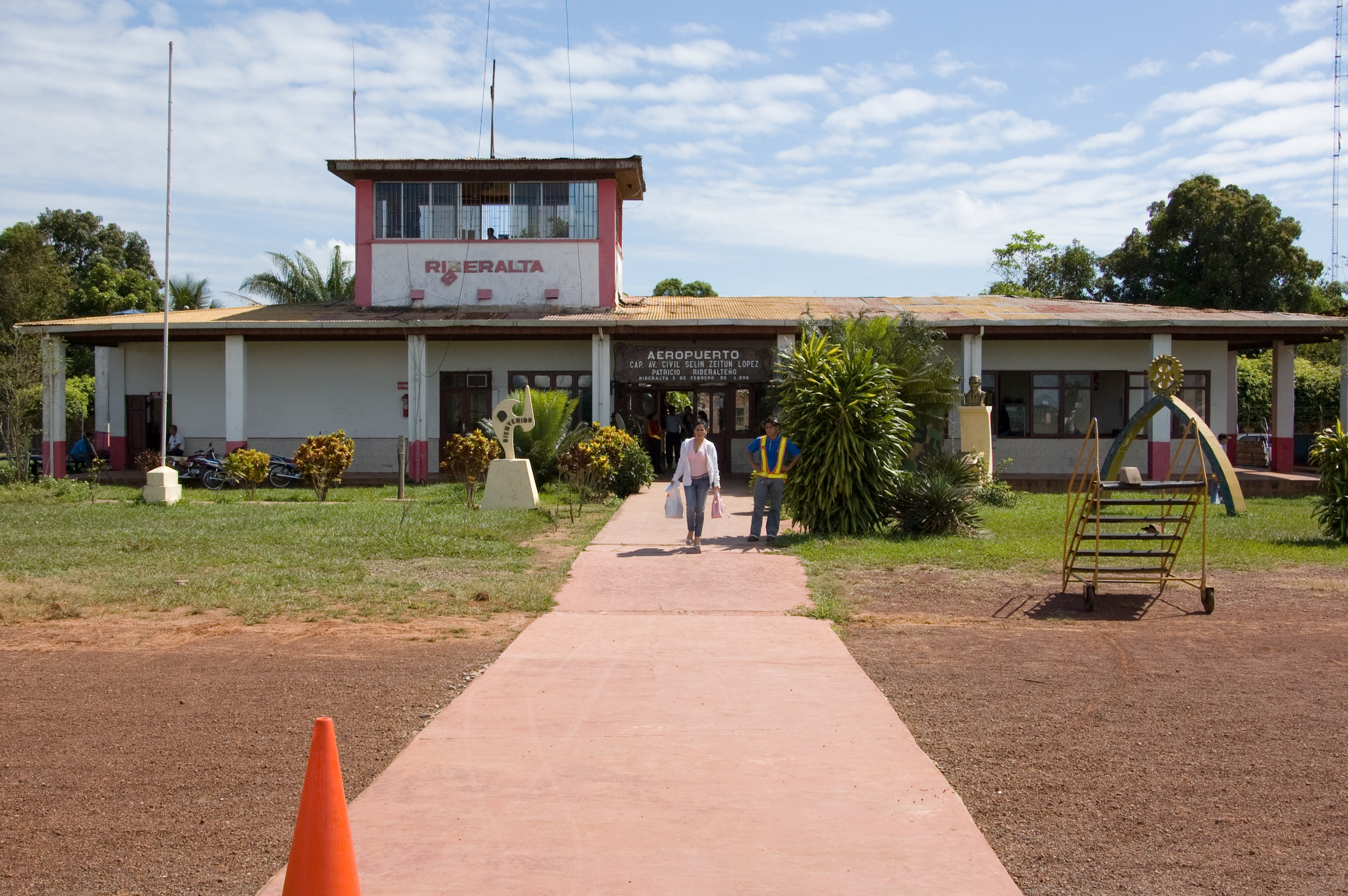
فرودگاه ریبرالتا

 فرودگاه ریبرالتا (به انگلیسی: Riberalta Airport) یک فرودگاه همگانی با کد یاتا RIB است که یک باند فرود خاک دارد و طول باند آن ۱۸۳۴ متر است. این فرودگاه در کشور بولیوی قرار دارد و در ارتفاع ۱۴۱ متری از سطح دریا واقع شده است.

## شرکت‌های هواپیمایی و مقصدهای پروازی
| شرکت‌های هواپیمایی              | مقصدهای پروازی                                                                                                 |
| ------------------------------ | --- |
| Amaszonas                      | گوایارامرین، ویرو ویرو                                                                                         |
| اکوجت                          | خورخه ویلسترمان، ال آلتو، ویرو ویرو، ستوان خورخه هنریش آرائوز، خوانا ازوردوی دا پادیلا، کاپیتان اوریل لی پلازا |
| TAM - Transporte Aéreo Militar | خورخه ویلسترمان، ال آلتو، ال ترومپیلو                                                                          |